# Луб'янки
Луб'я́нки (рос. Луб'янки) — присілок в Сарапульському районі Удмуртії, Росія.
Присілок утворений 2011 року на місці колишнього присілка з такою ж назвою.